# Władysław Danecki
Władysław Danecki (ur. 7 maja 1897 w Giemzowie, zm. prawdopodobnie 1938 w ZSRR) – działacz Komunistycznej Partii Polski, poseł Komunistycznej Frakcji Poselskiej w III kadencji Sejmu II RP. 

## Życiorys
Ukończył szkołę przy zakładach „Allart, Rousseau i Ska”, do 1932 pracował w nich jako przędzalnik. W latach 1919–1921 służył w Wojsku Polskim. Członkiem KPP został w 1926. W 1929 zasiadł w Komitecie Dzielnicowym Łódź-Chojny, a w 1930 został członkiem Wydziału Zawodowego przy Komitecie Okręgowym w Łodzi. Z ramienia KPP organizował aparat partyjny PPS-Lewicy w Łodzi (w 1930 był przewodniczącym Komitetu Miejscowego). W styczniu 1930 był aresztowany, dwa lata później został pozbawiony immunitetu poselskiego z powodu częstego uczestnictwa w wiecach. 18 marca 1932, w wyniku nieobecności na 15 kolejnych posiedzeniach Sejmu, wygasł jego mandat. W obawie przed aresztowaniem uciekł do ZSRR, gdzie najprawdopodobniej został stracony w 1938.

## Życie prywatne
Rodzicami Władysława byli Franciszek i Józefa z domu Krysiak. Brat Antoni został zesłany na Syberię za udział w strajku szkolnym w 1905. Władysław Danecki miał żonę Stefanię.